# Agustín Bustamante García
Agustín Bustamante García (Valladolid, 1950-Madrid, 2017) fue un historiador del arte español, profesor de la Universidad Autónoma de Madrid.

## Biografía
Nacido en Valladolid en 1950, allí estudió hasta el traslado de su familia a Madrid y su ingreso en la universidad. Antes de licenciarse en Historia del arte por la Universidad Complutense de Madrid (1972), se había iniciado “en los avatares de la investigación” de la mano de su abuelo materno, el historiador riosecano Esteban García Chico (1892-1969), con quien publicó su póstumo volumen del Catálogo monumental de Valladolid (Nava del Rey) [1970] en 1972.
Realizó la tesis doctoral (defendida en Madrid en 1981), bajo la dirección del catedrático de Valladolid Juan José Martín González, siendo asimismo becario de la Fundación Lázaro Galdiano (1974) y becario FPI del Instituto Diego Velázquez de CSIC (1976-1978). Recibió en 1981 el Premio de Investigación de la Institución Cultural Simancas (1981) de la Diputación vallisoletana: La arquitectura clasicista del foco vallisoletano (1561-1640) (1983). Sus primeras publicaciones se alternaron entre el Boletín del Seminario de Estudios de Arte y Arqueología de Valladolid y el Archivo Español de Arte de Madrid.
Fue catedrático de Instituto (desde Carrión de los Condes a Illescas y Madrid-San Blas) entre 1977 y 1984. Más adelante ejerció como encargado de curso (1984-1986) y profesor titular (1986-2000) del Departamento de Historia y teoría del arte de la Universidad Autónoma de Madrid; para pasar en el año 2000 a ser nombrado catedrático de dicho departamento.
Hizo aportaciones a temas vallisoletanos: Juan de Herrera, la colegiata, la plaza mayor, San Benito el Real– o madrileños –la Encarnación, el colegio de doña María de Aragón. Colaboró con Fernando Marías en diversos trabajos sobre la teoría y la práctica de la arquitectura, con publicaciones como Las ideas artísticas de El Greco de 1981 o la sección dedicada a la arquitectura de la exposición El Escorial en la Biblioteca Nacional de 1985. Abordó durante dos lustros el estudio analítico del monasterio del Escorial (1981-1991), con textos como La Octava Maravilla del Mundo (Estudio histórico sobre El Escorial de Felipe II) (1994), sus ensayos sobre el Panteón (1992) y los sepulcros y retablos (1993-1999), el gusto de Felipe II, El Greco en el monasterio (a quien dedicó por azar su último artículo de 2016) o Juan de Herrera y sus trazas.
En estrecha relación con la temática artística de la España moderna, sus últimos años los dedicó preferentemente al estudio de la iconografía histórica; una problemática en la que se embarcó también a través de tres proyectos de investigación de la DGI: ‘La Historia en el arte español de la Edad Moderna’ (2001-2004), ‘Hombres ilustres y hechos memorables’(2004-2007) y ‘Poder y prestigio. Los usos artísticos en España durante La Edad Moderna’ (2010-2012). Enseñó también, al margen de su docencia en la UAM durante más de tres décadas, cursos de doctorado en la Universidad de León y diferentes cursos y conferencias en las universidades de Gerona, Barcelona, Zaragoza, Cantabria y Burgos o en Lituania.
Participó en numerosos congresos internacionales (Francia, Portugal, Italia) y españoles, entre los que habrían destacado sus aportaciones a los del Instituto Diego Velázquez-CEH del CSIC y a muchos de los organizados por el IULCE de la UAM, del que fue miembro cofundador desde 2009. Amigo de José Martínez Millán. Fue también miembro del Centro de Estudios de Arte del Renacimiento de Teruel, y de los consejos de revistas como BSAA y AEA.
Falleció en Madrid el 17 de julio de 2017.